# 特威斯特德湖
特威斯特德湖（英語：Twisted Lake），是南極洲的湖泊，位於南奧克尼群島的西格尼島西部，處於卡明斯灣東北面0.2公里，由英國南極名稱諮詢委員命名，現時由南極條約體系管理。